# Emanuele Arciuli
Emanuele Arciuli (Galatone, 1965) è un pianista italiano.

## Biografia

### Formazione
Emanuele Arciuli ha studiato al Conservatorio Niccolò Piccinni  di Bari, dove si è diplomato in pianoforte a 19 anni con il massimo dei voti e la lode. Il suo insegnante di riferimento è stato Michele Marvulli, ma ha compiuto importanti esperienze didattiche con Vincenzo Vitale (Napoli), Leon Fleisher (Salisburgo), Marisa Somma e Paolo Bordoni (Pescara) e frequentato masterclass con György Sándor, Maurizio Pollini, Michel Dalberto e Piero Rattalino.

### Attività artistica
Though not an American, Emanuele Arciuli commands the biggest, most varied American repertoire of any pianist I know, probably of any pianist ever known. (Joseph Horowitz)
Con un repertorio che spazia da Bach alla musica del nostro tempo, Emanuele Arciuli è ospite regolare di festival, orchestre ed istituzioni musicali tra le più prestigiose a livello internazionale. Tra le altre: OSN della Rai, Maggio Musicale Fiorentino, Teatro Petruzzelli di Bari, Rotterdam Philharmonic, MDR Lipsia al Gewandhaus, Brucknerorchester Linz, Filarmonica di San Pietroburgo, Indianapolis Symphony Orchestra, Amici della Musica di Firenze, Unione Musicale di Torino, IUC di Roma, Bologna Festival, Biennale di Venezia, MITO, Wien Modern, Berliner Festwochen, RedCats di Los Angeles, Miller Theater e  Columbia University di New York.
Inoltre, collabora con direttori d’orchestra quali Roberto Abbado, John Axelrod, Andrei Boreyko, Dennis Russell Davies, Diego Fasolis, Wayne Marshall, James MacMillan, Pinchas Steinberg, Juraj Valchua. Si esibisce regolarmente anche con l’attrice Sonia Bergamasco.
A proprio agio nel repertorio solistico con orchestra, in recital e in ambito cameristico, Emanuele Arciuli è considerato tra i massimi interpreti della musica del XX e XXI secolo, con particolare riferimento ai compositori statunitensi; sono più di cinquanta le pagine composte per lui da autori come George Crumb, Milton Babbitt, Frederic Rzewski, Michael Daugherty, John Luther Adams. Molti dei suoi progetti discografici sono dedicati ad autori americani: da ricordare sono certamente ‘round Midnight – Homage to Thelonious Monk (Stradivarius) acclamato dalla critica internazionale, e Walk in Beauty (Innova Recording), una ricca antologia di musica americana che ha ottenuto una nomination ai Grammy Award, dopo quella già ricevuta per il CD dedicato a Crumb.
Anche importanti autori europei, fra cui Michael Nyman, Louis de Pablo e Karola Obermueller gli hanno dedicato composizioni significative.
Sono numerose, infine, le collaborazioni con compositori italiani, da Azio Corghi a Luca Francesconi, da Carlo Boccadoro a Filippo Del Corno, da Francesco Antonioni a Claudio Ambrosini (con la vittoria del Leone d’oro a Venezia) e molti altri.
Ha inciso circa venti fra cd e dvd per Stradivarius, Chandos, Innova, Wergo, Neuma, Naxos, Albany, VAI e altre etichette.
Il Bari Piano Festival, che dirige dal 2018 su invito del Comune, è diventato un piccolo ma significativo riferimento nelle attività culturali della città.
Nel 2011 gli è stato conferito il premio della critica musicale italiana “Franco Abbiati” come miglior solista dell’anno.
È titolare della cattedra di pianoforte principale al Conservatorio “Piccinni” di Bari, insegna all’Accademia di Pinerolo dove coordina il biennio postgraduate di pianoforte contemporaneo, ed è professore ospite in numerose Università̀ americane.
Dal settembre 2023 è accademico effettivo di Santa Cecilia.

Repertorio
Il repertorio di Emanuele Arciuli spazia dal classicismo viennese al novecento storico (sua la prima incisione mondiale dell'opera pianistica integrale di Berg e Webern per Stradivarius), con particolare attenzione alla musica contemporanea, nell'ambito della quale collabora con numerosi compositori italiani (tra gli altri Carlo Boccadoro, Nicola Campogrande, Michele Dall'Ongaro, Filippo Del Corno, Lorenzo Ferrero, Roberto Carnevale,Alessandro Solbiati,Stefano Ianne), europei (Michael Nyman) e statunitensi (John Adams, Louis W. Ballard, George Crumb, Frederic Rzewski, John Luther Adams, Michael Daugherty, Kyle Gann, Curt Cacioppo, Raven Chacon e molti altri).
Del 2001 le Round Midnight Variations, ciclo di variazioni scritte per lui da venti compositori, tra i quali Uri Caine, Fred Hersch, George Crumb, Frederic Rzewski, Milton Babbitt, Michael Torke, Michael Daugherty, William Bolcom, Joel Hoffman, concepite come omaggio a Thelonious Monk.
Nel 2001 George Crumb gli ha anche dedicato Eine Kleine Mitternachtmusik, opera che ha segnato il ritorno alla composizione dell'autore dopo numerosi anni di silenzio.
La sua passione per la cultura dei nativi americani, della cui arte figurativa è un attento studioso e collezionista, lo ha portato a realizzare un progetto comprendente opere pianistiche scritte per lui dai maggiori compositori indiani d'America.
Va inoltre segnalata la riscoperta, da parte di Arciuli, dei Paralipomènes à la Divina Commedia di Franz Liszt, opera pianistica inedita eseguita in prima mondiale nel 1994 per la Sagra Malatestiana di Rimini.

### Attività didattica e scrittura
Emanuele Arciuli è titolare della cattedra di pianoforte principale al Conservatorio di Bari. Ha tenuto lezioni presso la Princeton University  Miami University e in numerose altre università americane (UC Davis, Indianapolis, UNM Albuquerque, Boston, Swarthmore, Haverford e molte altre). Dal 1998, è stato più volte invitato come Guest Faculty (professore ospite) all'University of Cincinnati College-Conservatory of Music.
All’attività concertistica e didattica, Emanuele Arciuli affianca una intensa attività di saggista. Oltre alle lezioni radiofoniche tenute per Rai Radio3 e per la Radio Svizzera Italiana, collabora con “Il Giornale della Musica”, “Suonare” e la “Gazzetta del Mezzogiorno”, e ha pubblicato sei libri:
Rifugio Intermedio (Teatro di Monfalcone), Musica per pianoforte negli Stati Uniti (EDT), Per i sentieri dell’arte nativa americana (Caratterimobili), Il pianoforte di Leonard Bernstein (ETS), La bellezza della nuova musica (Dedalo), Viaggio in America (Curci); ha inoltre collaborato al manuale Il Pianoforte (EDT).

## Discografia
| Titolo                                                             | Autore                                                                             | Interpreti                                                                                       | Anno | Etichetta               |
| ------------------------------------------------------------------ | ---------------------------------------------------------------------------------- | ------------------------------------------------------------------------------------------------ | ---- | ----------------------- |
| L'opera completa per violino e pianoforte / L'opera per pianoforte | Marij Kogoj                                                                        | Crtomir Siskovic (violino), Emanuele Arciuli (pianoforte)                                        | 1994 | Stradivarius STR 33342  |
| L'opera completa per pianoforte                                    | Alban Berg, Anton Webern                                                           | Emanuele Arciuli                                                                                 | 1996 | Stradivarius STR 33429  |
| Années de Pèlerinage - Deuxième Année                              | Ferenc Liszt                                                                       | Emanuele Arciuli                                                                                 | 1997 | Stradivarius STR 33417  |
| Americans!                                                         | John Adams, Samuel Barber, John Cage, George Crumb, Joel Hoffman, Frederic Rzewski | Emanuele Arciuli                                                                                 | 1999 | Stradivarius STR 33555  |
| Concerto per pianoforte                                            | Bruno Maderna                                                                      | Emanuele Arciuli (pianoforte), Sandro Gorli (direttore), Orchestra Sinfonica di Milano "G.Verdi" | 2001 | Stradivarius STR 33574  |
| Eine kleine Mitternachtmusik                                       | George Crumb                                                                       | Emanuele Arciuli                                                                                 | 2005 | Bridge Records BRI 9170 |
| Four pieces / Frigian Gates                                        | Frederic Rzewski, John Adams                                                       | Emanuele Arciuli                                                                                 | 2006 | Stradivarius STR 33735  |
| Raymond and the Bull Terriers                                      | Stefano Ianne                                                                      | Emanuele Arciuli                                                                                 | 2012 | RAI Com                 |

## Premi e riconoscimenti
- premio di Musica e Dischi come miglior disco dell'anno nella categoria solisti per il cd Rzewski-Adams pubblicato da Stradivarius nel 2006
- premio "Franco Abbiati" della critica italiana (2011) come miglior solista

## Scritti e pubblicazioni
- Mitsuko: schubertiana accurata e non pedante, in "il giornale della musica", n°190, febbraio 2003, pag. 25
- Il suono giovane e maturo di Dino Ciani, in "il giornale della musica", n°221, dicembre 2005, pag. 35
- Il temperamento, una storia del sapere, in "il giornale della musica", n°223, febbraio 2006, pag. 26
- Rifugio Intermedio - Il pianoforte contemporaneo tra Italia e Stati Uniti, Quaderni di cultura contemporanea "'900 e oltre",  Teatro Comunale di Monfalcone, 2006
- Busoni di Sergio Sablich letto dal pianista Emanuele Arciuli, in "Leggìo", n°13, primavera 2007
- Musica per pianoforte negli Stati Uniti, EDT, Torino 2010